# Communauté rurale de Ngayokhème
La communauté rurale de Ngayokhème est une communauté rurale du Sénégal située à l'ouest du pays.
Elle fait partie de l'arrondissement de Niakhar, du département de Fatick et de la région de Fatick.
Lors du dernier recensement, la CR comptait 20 310 personnes et 2 297 ménages.
Son chef-lieu est Ngayokhem.